# Theodore Edgar McCarrick
Theodore Edgar McCarrick   (Nova York, 7 de juliol de 1930 - Dittmer, 3 d'abril de 2025) va ser un arquebisbe i antic cardenal de l'Església Catòlica Romana.

## Biografia
Fill únic de Theodore McCarrick i Margaret T. (née McLaughlin). El seu pare era un capità de vaixell que va morir de tuberculosi quan aquest comptava amb tres anys, i la seva mare va treballar en una fàbrica d'automòbils en el Bronx. Va ser escolà a l'Església de l'Encarnació a Washington Heights.
Després d'assistir a Fordham Preparatory School, va estudiar a Suïssa per un any abans de tornar als Estats Units i assistir a la Universitat de Fordham. Més tard va entrar al Seminari Sant Josep a Yonkers, on va obtenir una llicenciatura en filosofia (1954) i un mestratge en història (1958)
Sacerdot des del 31 de maig de 1958 per la imposició de mans del cardenal Francis Spellman, va ser nomenat bisbe auxiliar de l'Arxidiòcesi de Nova York, 24 de maig 1977 i consagrat pel cardenal Terence Cooke, el 29 de juny de l'any següent.
El 19 de novembre de 1981 va ser nomenat primer bisbe de la Diòcesi de Metuchen.
El 30 de maig de 1986 va ser promogut a arquebisbe de Newark i, més tard, 21 de novembre de 2000 és transferit a l'Arxidiòcesi de Washington. El Papa Joan Pau II l'elevar a la dignitat de cardenal el 21 de novembre de 2000, i el nomena quart arquebisbe de Washington. Com a arquebisbe, va ser el líder espiritual de més de 580.000 catòlics en el Districte de Columbia i Calvert, Charles, Montgomery, Prince George's, i Santa Maria dels comtats de Maryland.
Va ser un dels cardenals electors que van participar en el conclave que va escollir Benet XVI Papa el 2005.
El 16 de maig de 2006, el Papa Benet XVI va acceptar la renúncia del cardenal McCarrick com a arquebisbe de Washington DC, ja que aquest últim havia arribat al límit d'edat habitual de 75 anys, i va nomenar Donald Wuerl, bisbe de Pittsburgh, com el sisè arquebisbe de Washington DC.
El 12 de març de 2007, es va anunciar que el cardenal McCarrick es convertiria en conseller al Centre d'Estudis Estratègics i Internacionals.
El 28 de juliol de 2018, el Papa Francesc va acceptar la renúncia de MacCarrick com a membre del Col·legi de Cardenals i el va suspendre de tot exercici de ministeri públic juntament amb l'obligació d'estar reclòs a una casa per a fer vida d'oració i penitència. Aquesta renuncia i suspensió va estar motivada pels nombrosos casos d'abusos sexuals a nois, joves i homes, estudiants i seminaristes, perpetrats per McCarrick. McCarrick parlava set idiomes, entre ells anglès i castellà.